# Jan Czubek
Jan Czubek (ur. 12 kwietnia 1849 w Baczkowie koło Bochni, zm. 14 lipca 1932 w Krakowie) – polski bibliotekoznawca, historyk literatury, filolog klasyczny, członek PAU; także poeta i tłumacz poezji antycznej.

## Życiorys
Był synem średniorolnego chłopa Jana i Wiktorii z Barbackich. W 1869 ukończył Gimnazjum św. Jacka w Krakowie i rozpoczął studia filologiczne na Uniwersytecie Jagiellońskim (ukończone w 1872). W latach 1872–1873 był nauczycielem w szkole powszechnej w Stanisławowie, następnie w Bochni (1873-1875). W 1875 został profesorem języków starożytnych i języka polskiego w Gimnazjum w Tarnowie, a w 1877 przeniósł się do pracy w Krakowie i prowadził analogiczne przedmioty w Gimnazjum Św. Anny. Od 1903 pracował jako bibliotekarz w Bibliotece Akademii Umiejętności w Krakowie.
W 1902 został członkiem korespondentem, w 1918 członkiem czynnym AU (późniejsza PAU). W pracach Komisji Językowej AU brał udział już od 1879. Był ponadto członkiem Komisji dla Badań w Zakresie Historii Literatury i Oświaty w Polsce AU (1884, sekretarz 1902-1903), członkiem Komisji Języka Polskiego AU (1918), przewodniczącym Komisji do Badań w Zakresie Historii Literatury i Oświaty w Polsce PAU (1927-1931), przewodniczącym Komitetu Pisarzów Polskich PAU (1927-1931) oraz dyrektorem zbiorów i wydawnictw Komisji Historii Literatury Polskiej PAU (1930-1931). W latach 1906–1913 redagował „Przewodnik Bibliograficzny”.

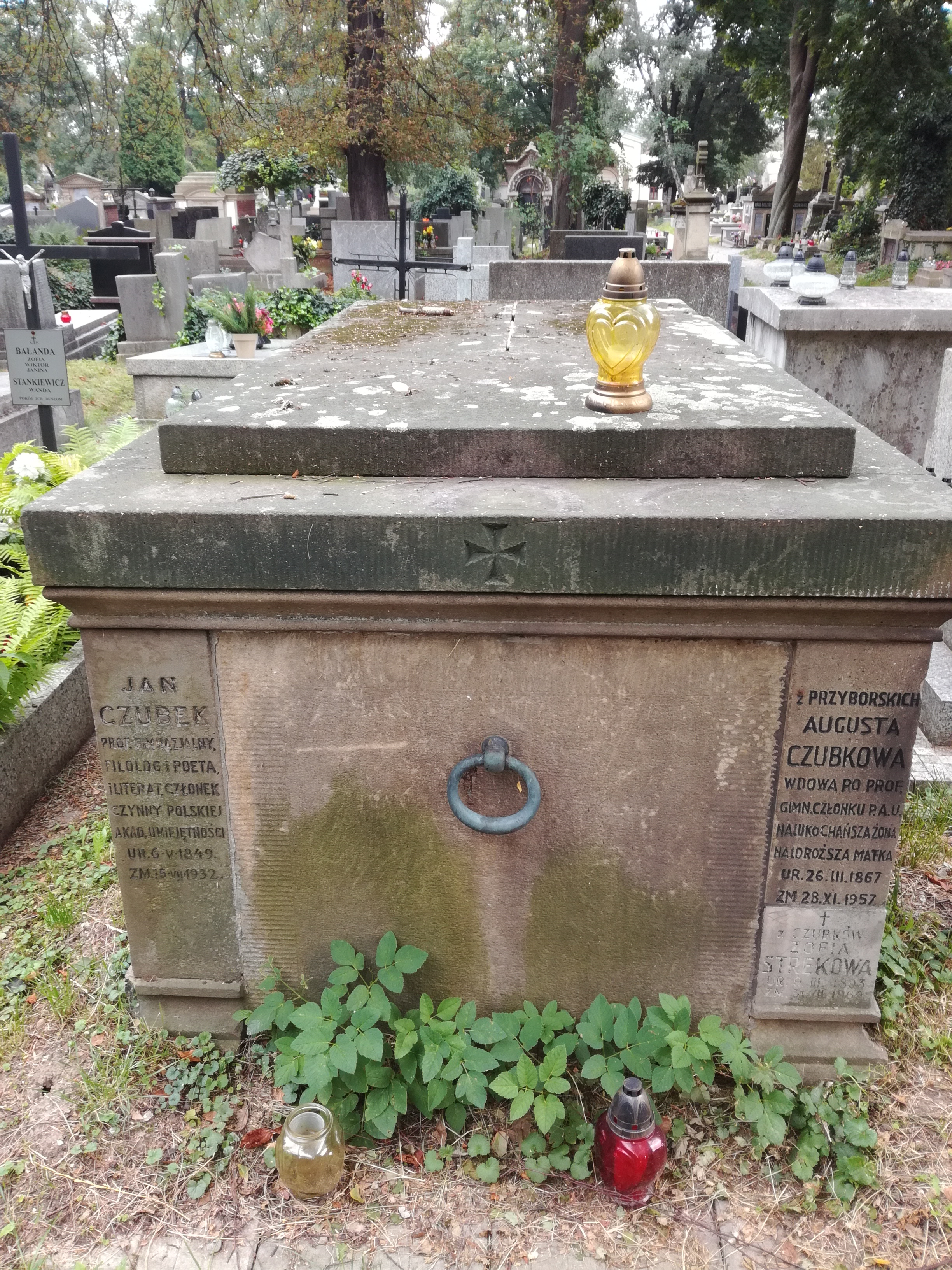
Grób Jana Czubka na cmentarzu Rakowickim

Został pochowany na cmentarzu Rakowickim (kwatera GD).
W pracy naukowej zajmował się bibliotekoznawstwem, edytorstwem, historią literatury polskiej oraz filologią klasyczną. Zbadał zbiory rękopisów biblioteki Branickich w Suchej, Biblioteki Uniwersytetu Warszawskiego, warszawskich kolekcji Zamoyskich i Krasińskich, lwowskich zbiorów Biblioteki Uniwersytetu, Ossolińskich, Pawlikowskich, Baworowskich i Poturzyckich. Pracował nad uporządkowaniem i udostępnieniem zbiorów Biblioteki AU. Udało mu się dotrzeć do nieznanych wcześniej danych o pisarzach polskich z XVI i XVII wieku, m.in. Wacławie Potockim, Wespazjanie Kochowskim, Janie Chryzostomie Pasku. Przygotował wydania wielu dzieł literackich polskich i zagranicznych, m.in. antologię Lirycy greccy doby klasycznej (1883), Orlando szalony Ariosta (1903, przekład Piotr Kochanowski), Pieśń nowa o szczęśliwej potrzebie pod Byczyną Joachima Bielskiego (1910), Zwierciadło Reja (1914, z Janem Łosiem), Pamiętniki Paska (1914). Uporządkował i wydał korespondencję filomatów z lat 1815-1823 (1913, w 5 tomach), poezje filomatów (1913-1922, w 2 tomach), Pisma Krasińskiego (1912, w 8 tomach), Poezje Konopnickiej (1916-1925, w 10 tomach).
Był autorem przekładów, m.in. Sofoklesa (Edyp w Kolonie, 1876; Antygona, 1881; Król Edyp, 1890), Marcjalisa (Epigramy, 1908), Homera (Iliada, 1921, z przedmową Kazimierza Morawskiego), Horacego (Poezje, 1924). Jego opracowaniom zarzucano brak dokładności oraz powierzchowność.
Ponadto ogłosił m.in.:
- O tłomaczeniu (1884)
- Wypisy polskie dla klasy III szkół gimnazyalnych i realnych (1893, z Romanem Zawilińskim)
- Jan Chryzostom z Gosławic Pasek w oświetleniu archiwalnem (1898)
- Katalog rękopisów AU w Krakowie (1906)
- Katalog rękopisów Biblioteki hr. Branickich w Suchej (1910)
- Rękopisy hr. Morstinów w Krakowie (1911)
- Z przeszłości Podhala. Początki i nazwa Zakopanego. Bitwa pod Nowym Targiem 1670 r. (1914)
- W sprawie nowej pisowni (1917)